# Kakemono

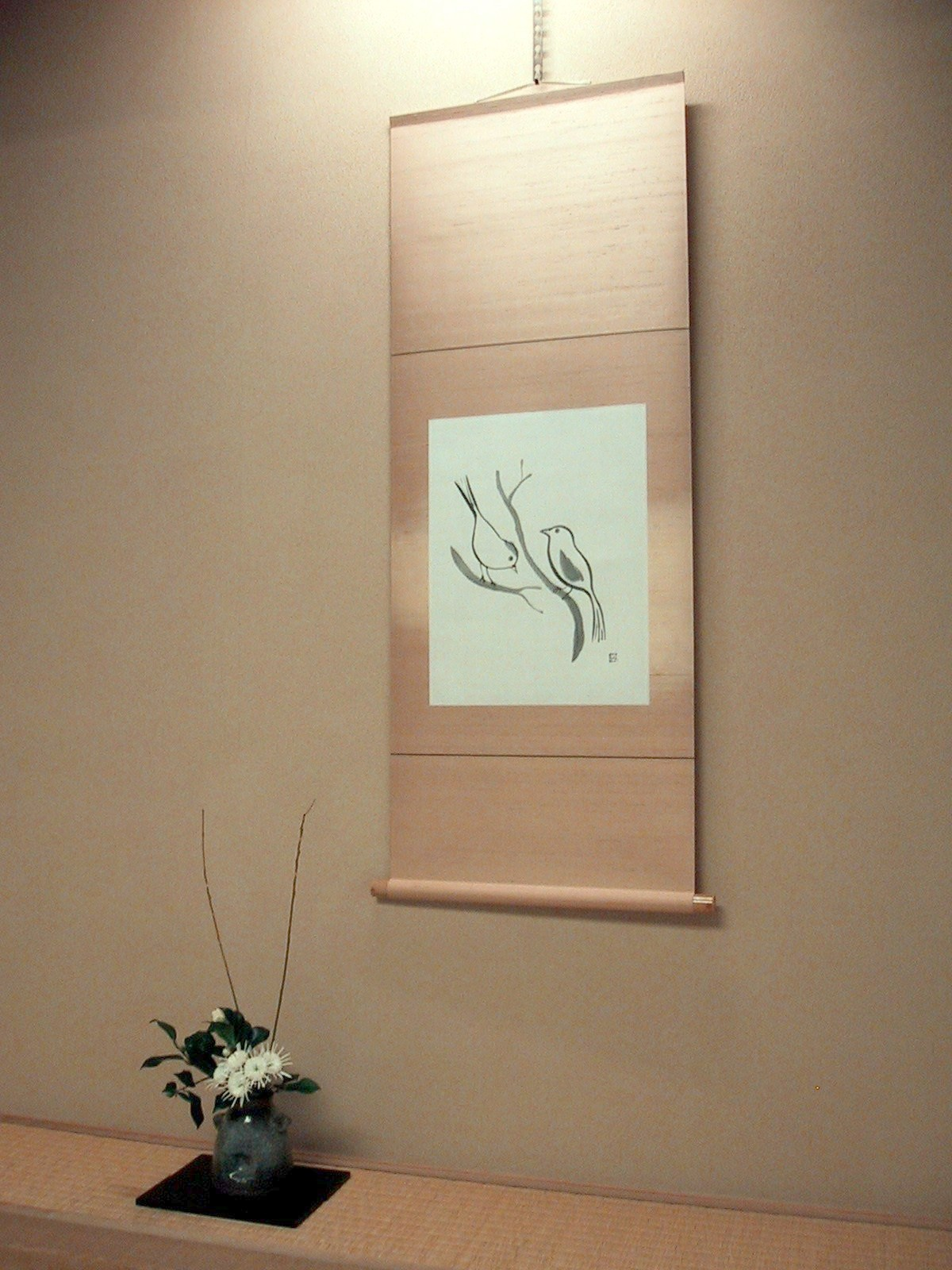
Kakemono ikebanával

A kakemono (掛物) 'függő' vagyis fali tekercskép, finom és mindig megfelelő színű kelmepaszpartura erősített festmények vagy kalligráfiák, a Muromacsi-kor (1333–1568) óta a ceremoniális falifülke, a tokonoma legfőbb ékei, amiket az évszaktól vagy az alkalomtól függően váltogatnak. A kakemono divatja Kínából került át a Heian-korban (794–1185), s noha témái eleinte kizárólag buddhisták voltak, később a teaszertartás kellékeként (a kötelező elmélkedés tárgyaiként) tájakat, virágot, madarat, embert ábrázolt, kalligráfiaként pedig leginkább nagy emberek, neves papok vagy költők kézirata.